# Florence Djépé
Florence Djépé (née le 31 décembre 1978) est une athlète camerounaise, spécialiste des courses de fond et demi-fond.

## Biographie
Elle devient championne d'Afrique du 5 000 m en 1996 en 17 min 59 s 32.
Le 25 mai 2002, elle bat le record du Cameroun du 3 000 m à Lisbonne en 9 min 15 s 43. Le 3 juillet 2003, elle bat le record national du 1 500 m en 4 min 13 s 57.

### Palmarès
| Date | Compétition            | Lieu    | Résultat | Épreuve | Performance    |
| ---- | ---------------------- | ------- | -------- | ------- | -------------- |
| 1996 | Championnats d'Afrique | Yaoundé | 1re      | 5 000 m | 17 min 59 s 32 |

### Records
Elle détient les records du Cameroun du 1 500 m et du 3 000 m.
| Épreuve | Épreuve   | Performance   | Lieu     | Date           |
| ------- | --------- | ------------- | -------- | -------------- |
| 1 500 m | Plein air | 4 min 13 s 57 | Bron     | 3 juillet 2003 |
| 3 000 m | Plein air | 9 min 15 s 43 | Lisbonne | 25 mai 2002    |